# ميشيل رولان
ميشيل رولان (بالفرنسية: Michel Rolland)‏ هو مزارع الكروم فرنسي، ولد في 24 ديسمبر 1947 في ليبورني في فرنسا.